# Warren G
Warren Griffin III (Long Beach, California, 10 de noviembre de 1970), más conocido como Warren G, es un rapero y productor estadounidense. Su mayor éxito es el sencillo "Regulate" con Nate Dogg en 1994. Como la mayoría de las producciones de Warren, es un tema G-Funk. Es el hermanastro del exitoso productor Dr. Dre.

## Carrera
En 1991, Warren G formó el grupo 213 junto con Snoop Dogg y Nate Dogg. Warren presentó el grupo a su hermanastro y este se quedó impresionado con Snoop y Nate Dogg, y rápidamente los firmó para su discográfica y la de Suge Knight, Death Row Records. Aun así, 213 se deshizo antes de realizar cualquier grabación y los tres artistas tuvieron que dar comienzo a sus carreras en solitario. Aunque Death Row no firmara a Warren G, su carrera empezó con algunas colaboraciones en el álbum de Dr. Dre The Chronic, en 1992.
Warren G regularmente contribuía en varios álbumes editados por Death Row.
El debut de Warren llegó en 1994, con Regulate... G Funk Era, que contenía el éxito "Regulate", con samples del clásico de Michael McDonald, "I Keep Forgettin'". También obtuvo éxito "This DJ", sobre todo el video en la MTV.
Su siguiente álbum fue en 1997, Take a Look Over Your Shoulder. Fue un disco más suave que obtuvo un gran éxito comercial, sobre todo con el "rap remix" del "I Shot the Sheriff" de Bob Marley.
I Wan It All fue grabado en 1999, representó un sustantivo no comercial regreso de Warren G. Considerado como su disco más consistente, ofrecía una fusión de jazz y rock, y artistas invitados como Mack 10, Snoop Dogg, Kurupt y Eve. El primer sencillo, "I Want It All," es un sample de la canción "I Like It" de DeBarge. En ese tiempo, se presenció la imagen menos gangsta de Warren G.
Indudablemente, la mayor decepción de su carrera fue The Return of the Regulator, lanzado en 2001, tras firmar por Universal Records. Utilizando una portada similar a la de su primer álbum, Warren trato de recrear su magia de 1994 en vano. El álbum tuvo muy pocas ventas y ningún sencillo de un mínimo éxito. Sin embargo, el disco fue un punto alto artístico para Warren G, ya que varias canciones como "Something for You to Bounce To" y "Young Locs Slow Down" son clásicos del artista.
En 2003, Snoop Dogg, Nate Dogg y Warren G se reunieron de nuevo como 213 para la grabación de The Hard Way, con el sencillo "Groupie Love". El álbum fue liberado en 2004 y entró en la posición 4 de las listas de Billboard.
El 11 de octubre de 2005, Warren grabó un nuevo disco, llamado Mid-Nite Hour, bajo Bodog Music para el Reino Unido e Irlanda, y Hawino Records para Estados Unidos.
El 4 de marzo de 2015 realizó un sencillo con RM titulado, "P.D.D (Please Don't Die)" , junto a un videoclip grabado en Los Ángeles.

## Discografía
- Regulate...G Funk Era (1994)
- Take a Look Over You Shoulder (1997)
- I Want It All (1999)
- The Return of the Regulator (2001)
- In the Mid-Nite Hour (2005)
- The G Files (2009)

### Sencillos
| Año  | Título                                                               | Posiciones en Lista | Posiciones en Lista | Álbum                          |
| Año  | Título                                                               | US Hot 100          | UK Singles          | Álbum                          |
| ---- | -------------------------------------------------------------------- | ------------------- | ------------------- | ------------------------------ |
| 1992 | "Indo Smoke"                                                         | -                   | -                   | -                              |
| 1994 | "Do You See"                                                         | #42                 | -                   | Regulate...G Funk Era          |
| 1994 | "Regulate" (Featuring Nate Dogg) [1x platinum]                       | #2                  | #5                  | Regulate...G Funk Era          |
| 1994 | "This D.J." [1x gold]                                                | #9                  | #12                 | Regulate...G Funk Era          |
| 1996 | "What's Love Got to Do with It" (Featuring Adina Howard)             | #32                 | #2                  | Supercop OST                   |
| 1997 | "I Shot the Sheriff" [1x platinum]                                   | #20                 | #2                  | Take a Look Over Your Shoulder |
| 1997 | "Smokin' Me Out" (Featuring Ron Isley)                               | #35                 | #14                 | Take a Look Over Your Shoulder |
| 1998 | "Prince Igor" (Featuring Sissel Kyrkjebø)                            | -                   | #15                 | The Rapsody Overture           |
| 1998 | "All Night All Right" (Featuring Peter Andre)                        | -                   | #16                 | -                              |
| 1999 | "I Want It All" (Featuring Mack 10) [1x gold]                        | #23                 | -                   | I Want It All                  |
| 1999 | "Game Don't Wait" [Remix] (Featuring Nate Dogg, Snoop Dogg & Xzibit) | -                   | -                   | I Want It All                  |
| 2002 | "Lookin' at You (Featuring Latoiya Williams)"                        | -                   | #60                 | The Return of the Regulator    |
| 2002 | "Ghetto Village"                                                     | -                   | -                   | The Return of the Regulator    |
| 2004 | "Groupie Luv" (With 213)                                             | -                   | [12" Vinyl Only]    | The Hard Way                   |
| 2005 | "Get U Down" (Featuring B-Real, Ice Cube & Snoop Dogg)               | -                   | -                   | In the Mid-Nite Hour           |
| 2005 | "I Need a Light" (Featuring Nate Dogg)                               | -                   | -                   | In the Mid-Nite Hour           |

## Filmografía
- BTS American Hustle - Aparición especial en el episodio 5 (2014)
- All of Us (2005)
- Def Jam: Fight for NY (2004)
- Old School (2003)
- Little Richard (2000)
- Speedway Junky (1999)